# کنش اینشتین–هیلبرت
کنش اینشتین-هیلبرت کنشی است که با کمینه کردنِ آن، معادله‌های (برابرانه‌های) میدانِ اینشتین به دست می‌آیند. در هر دست‌گاهِ مختصه‌های برگزیده شده، اندازهٔ این کنش برایِ یک گستره برابر است با اندازهٔ همهٔ خمشِ فضازمان در آن گستره. «همهٔ خمش» در این‌جا برابر است با انتگرالِ خمش بر روی فضازمانِ گستره؛ بنابراین با کمینه کردنِ این کنش، متریکی برای آن دست‌گاه مختصه‌ها به دست می‌آید که کم‌ترین خمشِ فضازمان را در آن گستره داراست. یکتا بودن یا نبودنِ این متریک به شرایط مرزیِ گستره و شمارِ بعدهای فضازمان وابسته است. برای نمونه اگر این کنش برای گستره‌ای تهی در فضازمانِ چهاربعدی نوشته شود، کمینه کردنِ آن معادلهٔ (برابرانه‌ی) اینشتین را در فضای تهی به دست می‌دهد که هر متریکی با خمشِ پوچ می‌تواند آن را برآورده کند. حال اگر مرزهای این گستره در بی‌اندازه دور باشند، این متریک را می‌توان با مختصه‌های ثابت در دست‌گاهِ مختصه‌های کارتزی نمایش داد. اما اگر مرزها بی‌اندازه دور از یک سو و پهنای کرویِ یک ستاره از سوی دیگر باشند، متریکی که از حلِ این معادله (برابرانه) به دست می‌آید، متریک شوارتزشیلد نام دارد.